# Cevico Navero
Cevico Navero est une commune espagnole de la province de Palencia, dans la communauté autonome de Castille-et-León.